# Playa de Shichiri en la provincia de Sagami
Playa de Shichiri en la provincia de Sagami (相州七里浜 Soshū Shichiri-ga-hama?) es una estampa japonesa de estilo ukiyo-e obra de Katsushika Hokusai. Fue producida entre 1830 y 1832 como parte de la célebre serie Treinta y seis vistas del monte Fuji, a finales del período Edo. El paisaje retrata la playa y un pueblo al borde de la bahía, con el monte Fuji al fondo.

## Escenario
En esta impresión, Shichiri, «la playa de los siete ri», se aprecia desde un ángulo que no enmarca en la obra gran parte de sus dunas ondulantes y sus escasas plantas, parecidas a cactus. Era una zona conocida para las excursiones fuera de Edo. La costa se extiende entre Kamakura y Fujisawa, y es un conocido lugar de ocio. El promontorio recorre una curva desde la colina a la derecha hacia el océano Pacífico a la izquierda; en la lejanía aparece el monte Fuji nevado. En el recodo de la playa se encuentra un poblado de casas con techos de paja, probablemente Koshigoe. La isla de Enoshima, un lugar popular de peregrinación para los devotos de Benzaiten, se observa en el extremo izquierdo del mar.

## Descripción
Este grabado es uno de los pocos de la serie que no muestra referencias humanas, en lo que el arte japonés denomina «paisaje puro». La composición es asimétrica, con la península rocosa que se extiende en una curva desde la esquina inferior derecha hasta el océano a la izquierda. Pinos jóvenes sobresalen por la manga de tierra, junto a las nubes cumulonimbus se elevan sobre el horizonte, y dan a entender que es un paisaje estival. Enfatizan el cielo y se hacen eco del pico nevado del monte Fuji. La estampa es similar en escenario a otra de la misma serie, Enoshima en la provincia de Sagami; aunque ambas muestran un ángulo parecido, en Playa de Shichiri en la provincia de Sagami Hokusai muestra el pueblo de Koshigoe y enfatiza en el árbol en el centro de la imagen. La influencia de la pintura neerlandesa se hace patente en la perspectiva de la impresión.

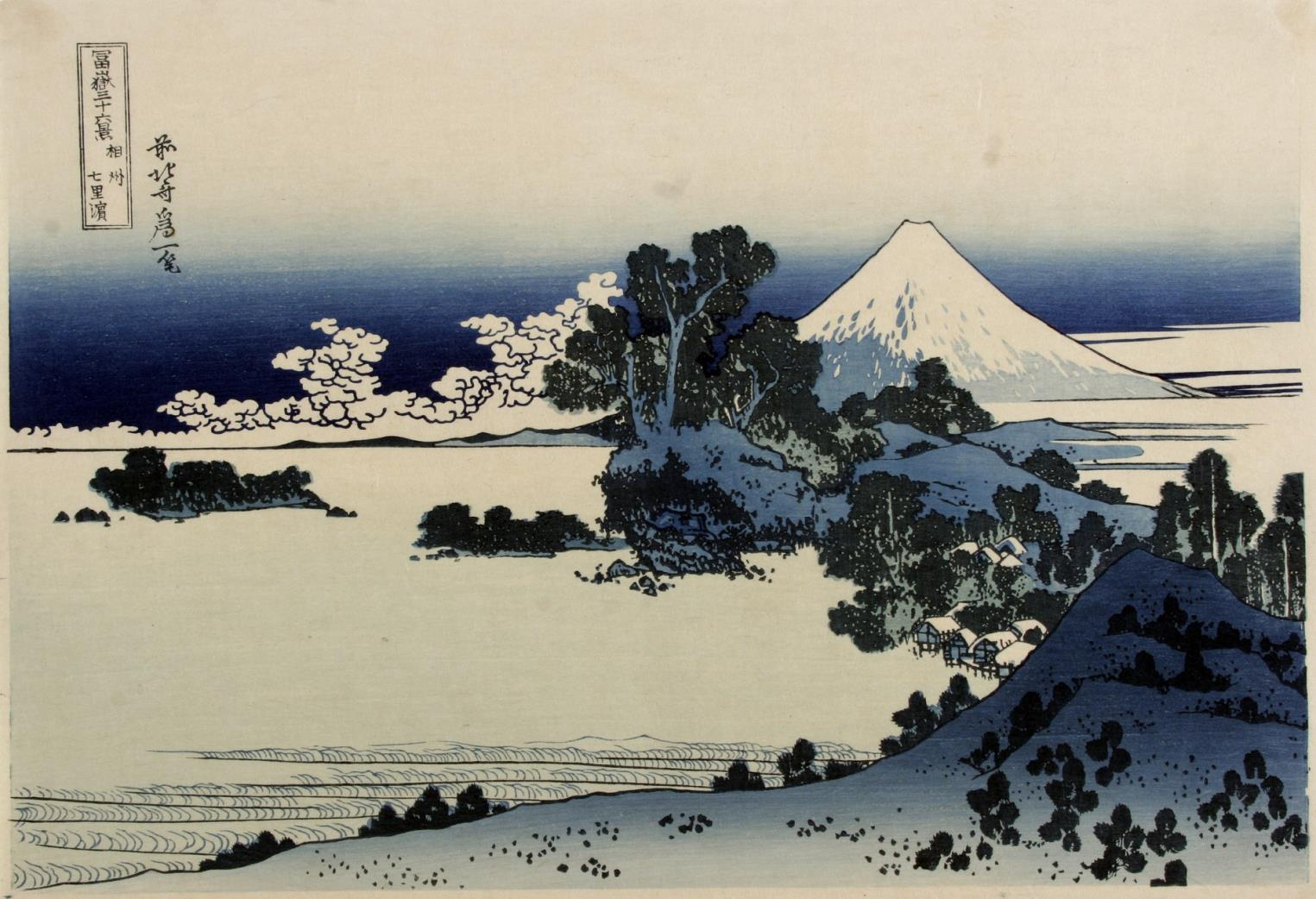
Las primeras versiones de las Treinta y seis vistas del monte Fuji empleaban una paleta monocromática de azul de Prusia, con una técnica llamada aizuri-e.

La paleta de colores se limita al verde y al azul, lo que da la impresión de un paisaje limpio y fresco. Muchos de los grabados de las Treinta y seis vistas del monte Fuji se elaboraron en la primera edición en tonos de azul de Prusia importado, mientras que en una versión posterior se agregan los colores verdes a la vegetación. Los paisajes monocromáticos de Hokusai probablemente se inspiraron en manuales de pintura de China, como el Jieziyuan Huazhuan del siglo XVII. Las técnicas de pintura de este país fueron representativas en Japón en los paisajes de la escuela Nanga, que fue seguida por una amplia variedad de artistas durante la época de Hokusai. En esta impresión, el autor combina los estilos de pintura nipona y china con elementos occidentales, de tal forma que crea una representación «convincente» de «agua y montañas» (sansui), el término japonés para «paisaje».